# Vasilij Karazin
Vasilij Nazarovitj Karazin (ryska: Василий Назарович Каразин), född 11 februari 1773 i byn Krutjik, guvernementet Charkov, Kejsardömet Ryssland numera Ukraina, död 16 november 1842 i Nikolajev, Kejsardömet Ryssland, var en rysk politiker av grekisk härkomst.
Karazin ville 1798 som officer lämna Ryssland utan tillstånd, blev kvarhållen, men slapp undan ett svårt straff tack vare ett brev till tsar Paul I. En anonym skrivelse till Alexander I rörande politiska reformer gav honom tsarens förtroende. Han väckte förslaget om ett särskilt ministerium för folkupplysning, i vilket han blev direktör för skolväsendet, grundlade universitetet i Charkov och deltog livligt i det allmänna reformarbetet. Redan 1804 måste han dock lämna sin plats i ministeriet, satt en tid inspärrad i Nöteborg och stod under polisuppsikt på grund av sin politiska frimodighet och sitt folkliga bildningsnit. På sin egendom i byn Krutjik anlade han ett kemiskt laboratorium och meteorologiskt observatorium – Rysslands första – och införde en mängd förbättringar i jordbruket samt lättnader för sina livegna bönder.

## Eftermäle
Asteroiden 6547 Vasilkarazin är uppkallad efter Vasilij Karazin.